# Acueducto de Tempul
El acueducto de Tempul es una obra de ingeniería realizada en 1864 para comunicar Jerez de la Frontera con el manantial de Tempul, situado en Algar.Con 46 km de recorrido, supuso una obra ejemplar para el abastecimiento de aguas. Incluye manantiales, estanques, depósitos, minas, puentes-acueductos, puentes-sifones y casetas de registro. Una parte fundamental del acueducto es el paso del Guadalete por la Barca de la Florida, que fue resuelto con una de las primeras estructuras de hormigón tensadas de España, el puente de San Patricio.
Basado en el acueducto de Gades, trazado en la época romana, supuso una notable mejora en la traída de agua urbana. La obra de ingeniería constituyó una infraestructura de importancia para el adecuado progreso económico y social de la comarca.
El acueducto culminó en Jerez en una zona ajardinada donde se construyeron los depósitos que recibirían y gestionarían el agua. Actualmente los jardines corresponden al Zoobotánico Jerez.
Forma parte del Patrimonio Hidráulico Andaluz.

## Origen
Durante el periodo romano se construyó un acueducto para comunicar el valle del Tempul con Gades. Aquella obra de ingeniería civil se le atribuye a Lucio Cornelio Balbo, un general romano adinerado.
Desde entonces, y queriendo aprovechar dicho acueducto, se llevaron varios intentos para su rehabilitación y desarrollo comarcal. El más destacado fue el intento de Conde O´Reilly en el siglo XVIII, nombrado capitán general de Andalucía por Carlos III, que promovió una modernización de las infraestructuras que no acabó de prosperar.

## Construcción
A mitad del siglo XIX, debido a la necesidad de un mejor abastecimiento de agua, el gobernador civil de la provincia, Ignacio Méndez de Vigo, presentó en el ayuntamiento de Jerez de la Frontera un proyecto de reglamento orgánico para constituir una sociedad que fuera capaz de llevar a cabo el proyecto.
Después de superar trámites burocráticos, económicos y demás escollos, el proyecto de abastecimiento tomó cuerpo, siendo elegido presidente el alcalde de Jerez, Rafael Rivero de la Tixera. La sociedad se fundó el 14 de enero de 1868.
El ingeniero Ángel Mayo fue el encargado de buscar el origen del abastecimiento. Tres proyectos fueron los finalistas:
- El río Majaceite en Arcos de la Frontera.
- El río Guadalete en el puente de la Cartuja.
- El manantial de Tempul.

Este último fue el seleccionado ya que sus aguas llegaban por gravedad a la población, eran buenas y con una temperatura constante idóneas tanto en verano como en invierno. El 5 de junio de 1863 se aprobó la ejecución de las obras y en mayo de 1864 comenzaron las obras. Estas fueron divididas en trece partes, dentro de un proyecto integral de 46 kilómetros. Para la llegada del agua, se edificaron depósitos cerca de la ermita del Calvario, en las viñas de Picadueña (actualmente Zoobotánico Jerez). Dicho abastecimiento regular en los depósitos comenzaría el 23 de junio de 1869. La inauguración de la infraestructura se festejó con diferentes actos locales de celebración.

## Puente de San Patricio

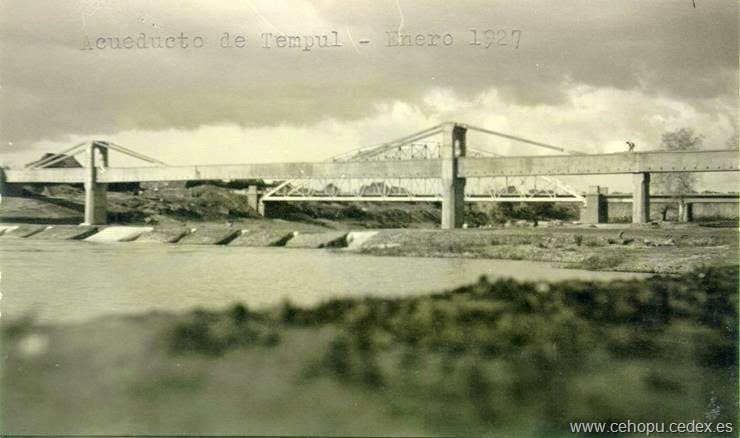
Acueducto de Tempul en 1927.

Debido al hundimiento del puente existente, se requiere la ejecución de una obra de paso sobre el río Guadalete para el acueducto. En las inundaciones de 1918 se tuvo que acudir a una presa provisional, y no fue hasta 1925 que se diseña una solución definitiva. Este nuevo acueducto constituye la principal obra de ingeniería en Andalucía proyectada por Eduardo Torroja Miret, ingeniero español célebre por sus estructuras en hormigón armado. Torroja proyectó y ejecutó el acueducto de Tempul con la colaboración del ingeniero Francisco Ruiz Martínez.
Junto al acueducto Eduardo Torroja también construyó el puente de San Patricio, construido por Eduardo Torroja a raíz de la destrucción del antiguo puente que soportaba el acueducto de Tempul. Fue la primera obra de España en la que se utilizó el hormigón pretensado.
Aunque inicialmente el acueducto se concibió como una obra sencilla, se hizo necesario introducir modificaciones debido a la mala calidad del terreno de cimentación en el lecho del río. La obra se construyó a lo largo de 1926 y se terminó en enero de 1927.
Se considera un acueducto de belleza formal y ejemplo del ideario funcionalista que inspiró el diseño de obras civiles en España durante las primeras décadas del siglo XX. Tras un largo período de progresivo deterioro, en el año 2008 el ayuntamiento acometió su restauración integral.